# Icteridae
Icteridae là một họ chim trong bộ Passeriformes.

## Phân loại học
- Icteriinae
  - Icteria – 1 loài (Icterus virens)
- Sturnellinae
  - Xanthocephalus – 1 loài (Xanthocephalus xanthocephalus)
  - Dolichonyx – 1 loài (Dolichonyx oryzivorus)
  - Sturnella – 8 loài sơn ca đồng cỏ châu Mỹ
- Cacicinae
  - Amblycercus – 2 loài
  - Cassiculus – 1 loài (Cassiculus melanicterus)
  - Psarocolius –9 loài (gồm cả Gymnostinops)
  - Procacicus – 1 loài (Procacicus solitarius)
  - Cacicus – 13 loài (gồm cả Clypicterus, Ocyalus)
- Icterinae
  - Icterus – 33 loài vàng anh Tân thế giới
- Agelaiinae
  - Nesopsar – 1 loài hoét Jamaica (Nesopsar nigerrimus)
  - Agelaius – 5 loài hoét châu Mỹ điển hình
  - Molothrus – 5 loài (gồm cả Scaphidura)
  - Dives – 2 loài
  - Ptiloxena – 1 loài hoét Cuba (Ptiloxena atroviolacea)
  - Euphagus – 2 loài
  - Quiscalus – 7 loài sinh tồn, 1 loài tuyệt chủng gần đây
  - Hypopyrrhus – 1 loài (Hypopyrrhus pyrohypogaster)
  - Lampropsar – 1 loài (Lampropsar tanagrinus)
  - Gymnomystax – 1 loài (Gymnomystax mexicanus)
  - Macroagelaius – 2 loài
  - Amblyramphus – 1 loài hoét đầu đỏ (Amblyramphus holosericeus)
  - Curaeus – 1 loài (Curaeus curaeus)
  - Anumara – 1 loài hoét Forbes (Anumara forbesi)
  - Gnorimopsar – 1 loài hoét Chopi (Gnorimopsar chopi)
  - Agelaioides – 1 loài (Agelaioides badius)
  - Oreopsar – 1 loài hoét Bolivia (Oreopsar bolivianus)
  - Agelasticus - 3 loài
  - Chrysomus - 2 loài
  - Xanthopsar – 1 loài (Xanthopsar flavus)
  - Pseudoleistes – 2 loài